# 鸣翠湖
鳴翠湖，舊名道祖湖，島嘴湖，位於中国寧夏回族自治區銀川市興慶區的淡水湖，湖面面積288公頃（約2.88km2），年平均水深1.6m。本為明朝時長湖的中段，明末清初長湖漸漸淤積，分為三個湖泊。其中中段湖泊本無名字，清朝雍正時有一道士在湖邊建有祖廟，湖泊改稱為道祖湖。乾隆三年（1739年）銀川發生地震，祖廟被毀，道祖湖又被傳為島嘴湖。
2000年，當地政府開始重視濕地保護，對鳥嘴湖加以開發，因湖泊葦叢搖綠（翠），鳥啼其間（鳴），於是命名為鳴翠湖，並投資億元進行退耕還湖等措施，將湖泊和附近的濕地發展為濕地公園。2006年9月，國家林業局批准將鳴翠湖成立国家湿地公园，稱銀川鸣翠湖国家湿地公园，公園总面积6.67平方公里，西距市區9公里，東臨黃河3公里。